# Anticuerpos sintéticos
Los anticuerpos sintéticos son reactivos de afinidad creados en su totalidad in vitro, lo que permite eliminar las pruebas en animales del proceso de producción, incluidos los anticuerpos recombinantes, aptámeros de ácidos nucleicos y andamios proteicos carentes de inmunoglobulina. Como consecuencia de su producción in vitro, el reconocimiento selectivo de antígenos puede diseñarse para cualquier enfoque, así como extenderse a un mayor alcance que el que ofrece el repertorio inmume. Los anticuerpos sintéticos están siendo desarrollados con propósitos de investigación, diagnósticos y aplicaciones terapéuticas, debido a que se pueden utilizar en las mismas áreas que los anticuerpos monoclonales y policlonales. Los cuales, ofrecen ventajas inherentes sobre los anticuerpos de origen animal, incluyendo los costos de producción menores, reproducción de los reactivos, mayor afinidad y estabilidad en un amplio rango de condiciones experimentales.

## Anticuerpos recombinantes
Los anticuerpos recombinantes son anticuerpos monoclonales que se generan in vitro mediante genes sintéticos. La tecnología de los anticuerpos recombinantes implica recuperar los genes del anticuerpo de las fuentes celulares, ampliar y clonar los genes para que se conviertan en un vector génico apropiado, introducir el vector en un receptor y lograr una expresión de cantidades adecuadas de anticuerpos funcionales. Los anticuerpos recombinantes se pueden clonar desde cualquier animal que produzca anticuerpos, si se dispone de la cantidad apropiada de oligonucleótidos cebadores o de sondas de hibridación. Dado que se pueden manipular sus genes, se generan nuevos anticuerpos y fragmentos de anticuerpos, como los fragmentos de unión a antígeno (Fab) y el fragmento monocatenario (scFv) in vitro. Aquello se logra mediante un proceso combinatorio de nuevas cadenas pesadas (H) y cadenas livianas (L) o por mutaciones individuales de las regiones determinantes de complementariedad (CDRs). Las bibliotecas de presentación de anticuerpos, mayormente divididas en fagos o levaduras, se pueden analizar para seleccionar las características deseadas que surgen de los cambios en las secuencias de anticuerpos.  

## Derivados de anticuerpos sintéticos carentes de inmunoglobulina
Las moléculas presentan una estructura distinta a aquellos anticuerpos que se pueden generar desde los ácidos nucleicos, tales como aptámeros, o desde los andamios proteicos carentes de inmunoglobulina o aptámeros de péptidos, dentro de los cuales las regiones hipervariables se insertan para establecer un sitio de unión al antígeno. Al tener una restricción en las regiones hipervariables en ambos extremos dentro de los andamios proteicos, se mejora la afinidad de unión y la especificidad de los anticuerpos sintéticos a niveles que se pueden comparar o exceden a los de un anticuerpo natural. Una de las ventajas de estas moléculas sobre la estructura típica de los anticuerpos es que tienen un tamaño pequeño, de esta manera brindan una mejor penetración de tejido, tiempos de generación en cuestiones de semanas comparados con los meses que tardan los anticuerpos recombinantes y naturales, además de costos más baratos. 

## Las proteínas Affimer
Las proteínas Affimer son reactivos de afinidad pequeños y fuertes, con un peso molecular de 12-14 kDa. Se han concebido para unir a sus proteínas meta con una alta afinidad y especificidad, debido a que son integrantes de la familia de anticuerpos sintéticos.
Los andamios proteicos de Affimer se derivan la familia de inhibidores de cisteína proteasa. Dentro de los andamios proteicos existen dos regiones y una secuencia variable N-terminal, los cuales brindan una alta afinidad de unión para la proteína meta específica. Las uniones de Affimer se han producido a una mayor escala de objetivos como las cadenas de ubicuitina, inmunoglobulina y proteína C reactiva, las cuales tienen muchas aplicaciones de reconocimiento molecular.
Avacta Life Sciences ha comercializado y desarrollado la tecnología de Affimer, quienes están desarrollando uniones de Affimer como reactivos para investigación, diagnósticos y aplicaciones terapéuticas. 

## Aplicaciones
Los anticuerpos sintéticos son la clase con mayor crecimiento en la rama terapéutica, asimismo han demostrado su efectividad en diversos campos, en la investigación de las ciencias de la salud como reactivos para la captura e inhibición de las proteínas, y en el diagnóstico de infecciones, exámenes de detección de cáncer y de micotoxinas en muestras de granos. 